# Bulbophyllum pileatum
Bulbophyllum pileatum é uma espécie de orquídea no gênero Bulbophyllum..